# Finansijski direktor
Finansijski direktor (енгл. CFO - chief financial officer) ili finansijski i operativni direktor (енгл. CFOO - chief financial and operating officer) je direktor kompanije čiji je osnovni cilj da upravlja finansijama kompanije, uključujući finansijsko planiranje, upravljanje finansijskim rizicima, računovodstvo i podnošenje finansijskog izveštaja. U nekim sektorima finansijski direktor je takođe odgovoran za analizu podataka. U Ujedinjenom Kraljevstvu, tipičan naziv za FD-a jeste finansijski direktor (FD). Finansijski direktor uglavnom podnosi izveštaje izvršnom direktoru i odboru direktora, a može imati i mesto u odboru. Finansijski direktor nadzire finansijsku jedinicu i šef je finansijskom glasnogovorniku organizacije. Finansijski direktor direktno pomaže operativnom direktoru u svim strateškim i taktičkim pitanjima koja se odnose na upravljanje budžetom, analizu troškova, predviđanje potreba i obezbeđivanje novih sredstava.

## Kvalifikacije
Većina finansijskih direktora velikih kompanija imaju zvanja vezana za oblasti finansija poput magistar poslovne administracije, magistar nauke ili imaju obrazovanje u oblasti računovodstva i zvanje poput zvanični javni računovođa. Odsek finansija obično čini nekoliko računovođa koji su sertifikovane javne računovođe, ovlašćene računovođe, sertifikovane upravljačke računovođe, sertifikovane ovlašćene računovođe ili koji imaju jednake statuse poput magistra finansija.

## Vlada Sjedinjenih Američkih Država
Vlada Sjedinjenih Američkih Država je primenila više elemenata poslovne prakse u svoje pristupe upravljanja preduzećem, uključujući uvođenje pozicije finansijskog direktora (zajedno sa, na primer, povećanom učestalošću direktora za informacione tehnologije, u okviru javnih agencija).
Pravni akt o finansijskim službenicima, donesen 1990. godine, uveo je poziciju direktora finansija u svaku od 23 federalne agencije. Time je trebalo da poboljša upravljanje finansijama vlade i razvije standarde za finansijske učinke i otkrića. Odbor za administrativno-budžetska pitanja ima glavnu odgovornost za standardizaciju i poboljšanje upravljanja finansijama. U okviru odbora za administrativno-budžetska pitanja, zamenik direktora za upravljanje, pozicija uspostavljena zakonom o finansijskim službenicima, odgovoran je za upravljanje finansijama.
Ministarstvo za upravljanje federalnim finansijama posebno je zaduženo za nadgledanje pitanja upravljanja finansijama, uspostavljanje politika i zahteva za upravljanjem finansijama i praćenje uspostavljanja i rada federalnih sistema upravljanja finansijama. Ministarstvo vodi kontrolor.
Zakonom o finansijskim službenicima takođe je uspostavljen i Savet finansijskih direktora, predsedavajući zamenik direktora za menadžment Ministarstva za administrativno–budžetska pitanja, uključujući finansijske direktore i zamenike finansijskih direktora u 23 federalne agencije, kontrolora Ministarstva za federalno upravljanje finansijama i fiskalnog pomoćnika sekretara, šefa kancelarije fiskalne službe ministarstva za trezor. Njihov mandat je da kroz međusobnu saradnju poboljšaju upravljanje finansijama vlade Sjedinjenih Američkih Država i „savetuju i upravljaju aktivnostima agencija i njihovih članova“ u oblastima upravljanja finansijama i odgovornošću.
Odredbom ministarstva za administrativno–budžetska pitanja (koja je izdata 21. decembra 2004. godine) definišu se odgovornosti menadžmenta za unutrašnju finansijsku kontrolu u federalnim agencijama i odnosi se na sve federalne finansijske direktore, direktore za informacione tehnologije i menadžere programa. Odredba predstavlja ponovno ispitivanje zahteva postojeće unutrašnje kontrole u federalnim agencijama i pokrenuta je zbog pojave novih zahteva unutrašnje kontrole u kompanijama koje se bave javnom trgovinom, koji su sadržani u zakonu „Sarbes – Oxley“ iz 2002.
Iako je postignut značajan napredak na polju unapređenja upravljanja federalnim finansijama od kada je vlada počela sa pripremom usaglašenih finansijskih izveštaja, ministarstvo za odgovornost vlade je objavilo da ih „glavne prepreke i dalje sprečavaju da daju mišljenje“. U decembru 2006. godine, ministarstvo za odgovornost vlade je objavilo da su već desetu godinu zaredom sprečeni da iznesu svoje mišljenje o usaglašenim finansijskim izveštajima vlade usled brojnih materijalnih nedostataka vezanih za finansijske sisteme, vođenje računa i finansijsko izveštavanje.
Istovremeno, u kalendarskoj 2007. godini, Savet finansijskih direktora je objavio da je drugu godinu zaredom, svaka glavna federalna agencija završila izveštaj o učinku i odgovornosti svega 45 dana nakon završetka fiskalne godine (2006).

## Promena pozicije
Poslednjih godina, uloga finansijskog direktora se značajno razvila. Od računovođe, uloga finansijskog direktora se razvila do strateškog partnera i savetnika izvršnog direktora. Zapravo, u izveštaju koji je objavio McKinsey, 88 procenata od 164 anketiranih finansijskih direktora izjavilo je da izvršni direktori očekuju od njih da budu aktivniji u oblikovanju strategija vezanih za njihovu organizaciju. Polovina njih je takođe rekla da izvršni direktori računaju na to da će oni proveriti strategiju kompanije. Međutim, anketa iz 2016. godine pokazuje da su njihova zaduženja preobimna i da je 52% finansijskih direktora zauzeto osnovnim računovodstvenim poslovima kao što su pravljenje izveštaja transakcija tako da nemaju vremena za poslovna partnerstva. Razvoj digitalnih tehnologija i fokus na analiziranju podataka koji bi podržali donošenje odluka utiče na skoro sve industrije i organizacije i samo stvara dodatni pritisak finansijskim direktorima koji moraju da nađu vreme da ispune očekivanja svojih kolega direktora. Mnoge organizacije su započele svoju misiju za ostvarenje ovog cilja uvođenjem finansijskih funkcija zasnovanih na četiri različita stuba – Računovodstvena organizacija napravljena kao zajednički servis, FP&A-organizacija za finansijsko planiranje i analizu, odgovorna za vođenje procesa finansijskog planiranja kao i za davanje uvida u finansijske i nefinansijske pokazatelje poslovnih performansi, "Finance Business Partnering" organizacija koja podržava upravnike sektora, regiona, funkcije koje će unapređivati performanse i poslednje, ali ne manje bitno, ekspertski centri oko oblasti vezanih za porez, trezor, internu reviziju, itd.
Prema jednom izvoru, “Finansijski direktor budućnosti treba da sagledava širu sliku umesto da ulazi u detalje, ekstrovertan umesto introvertan, preferira delegiranje umesto da sam obavlja poslove, da naglašava šta treba da bude obavljeno umesto da objašnjava kako se to radi i da podržava saradnju umesto donošenja samostalnih odluka. Finansijski direktor mora da bude finansijski autoritet u organizaciji, obezbeđujući integritet fiskalnih podataka i da bude primer za transparentnost i odgovornost. Finansijski direktor je podjednako bitan deo upravnog i nadzornog odbora kao i izvršni direktor, on ima veoma bitnu ulogu u razvijanju i reviziji strategijskih poteza. Od finansijskog direktora se očekuje da bude glavni u obuci i kontaktu sa akcionarima i jasno je da kao lider i osnivač tima koji pravi finansijski raspored organizacije podržava izvršnog direktora i snabdeva upravni odbor pravovremenim savetima.”
Neujednačen tempo oporavka širom sveta samo je otežao mnogim kompanijama. Finansijski direktori sada sve više igraju sve bitniju ulogu u oblikovanju kompanijske strategije, pogotovo sada u posebno neizvesnom makroekonomskom okruženju, u kom praćenje tržišta postaje glavni deo kompanijske strategije, zasnovano na istraživanju koje je sprovela kompanija “Clariden Global”. Na finansijske direktore se sve više gleda kao na nosioce poslovnih informacija, izveštaja i finansijskih podataka u organizaciji i pomoćnike u operacijama podrške odlučivanju koje omogućava kompaniji da radi efektivnije i efikasnije.
Obaveze finansijskog direktora danas prelaze standardne oblasti finansijskog rukovođenja i naprednije oblasti strateškog i poslovnog rukovodstva sa direktnom odgovornošću i nadgledanjem operacija (što često uključuje i nabavke) šireći se eksponencijalno. Ova značajna transformacija uloge, koja je uveliko u toku, najbolje se vidi u statusu „izvršnog direktora u pripremi“ koga mnogi finansijski direktori sada imaju. Pored toga, mnogi finansijski direktori su shvatili da je okruženje koje ceni gotovinu, profitnu maržu, i smanjenje rizika ono koje zahteva glavne veštine i sposobnosti organizacije za nabavku i postaje sve umešanije (direktno putem nadzora ili indirektno kroz poboljšanu saradnju) u funkciju nabavke u skladu sa nedavnim istraživačkim izveštajem koji razmatra odnos finansijskog direktora i nabavke.

## Spoljašnje veze
- 5 KPIs that Every CFO, Controller and Finance Manager Should Know
- Business Budgeting & Forecasting Mistakes CFOs Face And How to Combat Them
- Essential Words for a CFO’s Dictionary[мртва веза]